# Лойко, Михаил Фёдорович
Михаил Фёдорович Лойко (1 ноября 1892 или 14 ноября 1892, Еремичи, Минская губерния — 28 сентября 1937, Минск) — белорусский учёный-экономист, географ, математик, автор научных трудов по вопросам экономического районирования БССР.

## Биография
Родился 1 ноября 1892 года в деревне Еремичи Новогрудского уезда Минской губернии (ныне деревня Кореличского района). Был женат и воспитывал троих детей. Окончил общеобразовательные курсы А. С. Черняева в Петрографе (1912 год), Московский институт народного хозяйства имени К. Маркса.
С 1921 года в Москве: заведующий Бюро белорусских секций Наркомпроса РСФСР, представитель Наркомпроса БССР. В 20-е годы был активным участником культурной жизни белорусских студентов в Москве.
В 1924 году Михаил Лойко был избран действительным членом Института белорусской культуры в Минске, и уже в 1926 году вернулся в Беларусь, где начал работать преподавателем экономической географии в Коммунистическом университете Беларуси имени Ленина. Позже это учебное заведение было реогранизовано в Высшую сельскохозяйственную школу Беларуси. Член КПСС с 1927 года.
В 1931—1933 гг. — учёный секретарь, заместитель директора Института экономики АН БССР, одновременно в 1932-33 гг. заведующий кафедрой экономической географии Минского педагогического института. А в 1935 году стал деканом географического факультета этого учебного заведения. В начале 1930-х годов участвовал в кампании по критике теоретических положений так называемого национал-демократизма в области экономики.
В 1935 году был обвинён в национал-демократизме и исключён из партии. 3 декабря 1936 года был арестован. Осуждён «тройкой» НКВД как член «контрреволюционной организации» и «польский шпион». 22 сентября 1937 года приговорён к высшей мере наказания с конфискацией имущества, 28 сентября 1937 — расстрелян в минской тюрьме НКВД.

## Научные работы, публикации
1924 г. — учебник «Первые шаги по математике». В следующем году книга была переиздана.
1930 г. — учебники: «Белорусская ССР в задачах», «Наш колхоз», "География (физическая и политическая карта мира) совместно с Т. Езовитом и А. Сокольчиком.
1931 г.- Белорусская ССР в задачах: рабочая книга по математике для 3-й группы 7-ми и 4-годовых шк.:Учебник
1932 г. — доработал учебник «Первые шаги по математике» и выпустил вторую часть. Учебник «Математика(рабочая книга)». Автор сообщал, что книга написана «для первого года обучения в белорусской школе».
1932 г. — Программа экономико-географического описания районов БССР
1932 г. — Физическая география: учебник для 5-го года обучения ФЗС и ШКМ

## Вклад в науку
Учёный входил в состав редакционной коллегии по изданию «Большого атласа БССР», откуда был выведен постановлением Президиума АН БССР в апреле 1936 года. В протоколах заседаний Президиума АН БССР сохранились сведения о том, что в 1934 году Центрально бюро краеведения Москвы обращалось туда с просьбой выслать физтческую карту БССР под редакцией Михаило Лойко.